# Litobrenthia
Litobrenthia là một chi bướm đêm thuộc họ Choreutidae.

## Các loài
- Litobrenthia angustipunctata Budashkin & Li, 2009
- Litobrenthia carola (Meyrick, 1912)
- Litobrenthia coronigera (Meyrick, 1918)
- Litobrenthia cyanaula (Meyrick, 1912)
- Litobrenthia grammodes Diakonoff, 1979
- Litobrenthia japonica (Issiki, 1930)
- Litobrenthia leptocosma (Meyrick, 1916)
- Litobrenthia luminifera (Meyrick, 1912)
- Litobrenthia stephanephora Diakonoff, 1979
- Litobrenthia tetartodipla (Diakonoff, 1978)